# 弗拉尼夫卡
50°33′48″N 26°42′2″E / 50.56333°N 26.70056°E
弗拉尼夫卡（烏克蘭語：Франівка），是烏克蘭西北部的村莊，隸屬里夫內州的里夫內區。該村始建於1573年，面積2.07平方公里，海拔高度205米，2001年人口586，人口密度每平方公里283人。